# Demokratický svaz Maďarů v Rumunsku

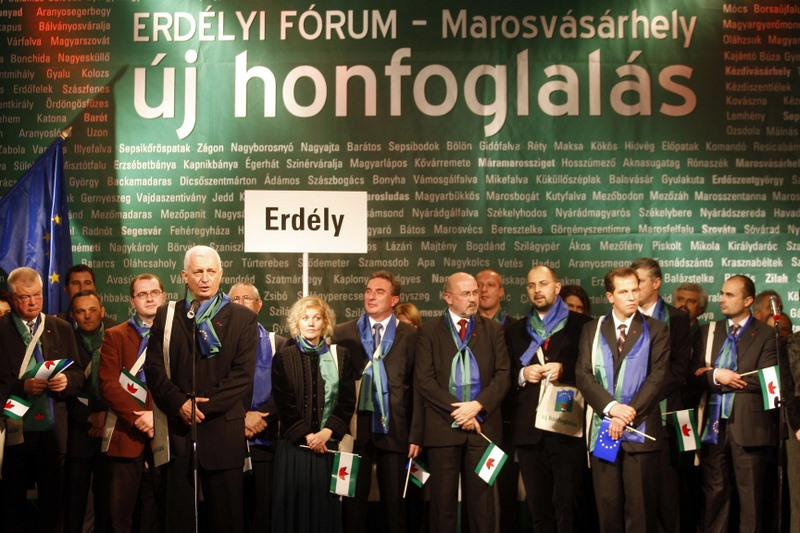
Strana na tzv. Sedmihradském fóru v roce 2008

Demokratický svaz Maďarů v Rumunsku (maďarsky Romániai Magyar Demokrata Szövetség, rumunsky Uniunea Democrată Maghiară din România) je politická strana maďarské menšiny v Rumunsku s obzvlášť silným zastoupením v Sedmihradsku. Je řádným členem Evropské lidové strany (EPP).

## Historie
Strana byla založená z 13 různých maďarských stran a seskupení dne 25. prosince 1989. V období přístupových vyjednávání Rumunska do Evropské unie se strana strana zasadila o lepší integraci Rumunska do tohoto společenství národů a států Evropy, reformy v oblasti ekonomiky a privatizaci podniků. V 90. letech 20. století se svaz stal součástí pravoopozičního svazu stran Demokratická konvence. V letech 1996-2000 byli jeho poslanci členem vládního kabinetu. Od roku 2000 je strana v opozici. V tehdejších volbách se mu podařilo získat 6,8% a 6,9% hlasů do poslanecké komory a senátu rumunského parlamentu.

## Stranický aparát

### Předsedové strany
- 1989–1993: Géza Domokos
- 1993–2011: Béla Markó
- od 2011: Hunor Kelemen

### Poslanci Evropského parlamentu
- Poslanci šestého EP (2007–2009): Csaba Sógor, Gyula Winkler
- Poslanci sedmého EP (2009–2014): Csaba Sógor, László Tőkés, Gyula Winkler
- Poslanci osmého EP (2014–2019): Csaba Sógor, Gyula Winkler
- Poslanci devátého EP (2019–2029): Loránt Vincze, Gyula Winkler
- Poslanci desátého EP (2024–2029): Loránt Vincze, Gyula Winkler